# Zodiach
Zodiach è un cavallo dal manto roano, due volte vincitore del Palio di Siena. Cavallo di razza mezzosangue a fondo orientale (con il 50% di sangue arabo), è nato nel 1995 dallo stallone Green e dalla fattrice Lorthania.

## Carriera
Zodiach è un cavallo conosciuto grazie alle sue partecipazioni (anche vittoriose) al Palio di Siena.
Le sue esperienze al Palio di Siena iniziano nel 1999, quando, pur riuscendo a partecipare alla "tratta" di entrambi i Palii, viene scartato in tutte e due occasioni, non potendo così correre. Anche l'anno successivo e a luglio 2001 il cavallo si trova in una situazione analoga.
Dopo tre anni di tentativi incolori viene scelto per correre il palio del 16 agosto 2001. Viene assegnato alla Contrada del Drago e montato da Luca Minisini detto Dè. La partenza lo penalizza molto, ma alla prima curva ha già recuperato e guadagna la prima posizione, che mantiene fino alla fine, vincendo all'esordio.
L'anno successivo viene ancora scartato (per l'ultima volta) a luglio, e viene invece scelto per il 16 agosto. Viene assegnato alla Contrada del Leocorno e montato da Valter Pusceddu detto Bighino. Parte nelle prime posizioni, chiudendo però quinto.
Il 2 luglio 2003 corre ancora e viene assegnato alla Contrada della Selva, che lo affida ad Antonio Villella detto Sgaibarre. Parte nelle prime posizioni riuscendo poi, al secondo giro, a guadagnare le testa ed uscire vittorioso per la seconda volta al Palio di Siena.
Il 16 agosto dello stesso anno, Zodiach corre nuovamente il Palio, nella Contrada Priora della Civetta e montato da Giuseppe Zedde detto Gingillo. Non parte benissimo, riuscendo con un grande recupero a piazzarsi al secondo posto, senza però arrivare alla vittoria.
Anche nel 2004 Zodiach corre entrambe le carriere annuali a Siena. A luglio viene assegnato alla Contrada della Pantera, che per lui sceglie il fantino Antonio Villella detto Sgaibarre, con il quale aveva vinto l'anno precedente. Nonostante una buona partenza non riesce a rimanere nelle prime posizioni, chiudendo poi secondo con uno slancio verso la fine della corsa.
Ad agosto corre ancora per la Selva, sempre con Antonio Villella detto Sgaibarre. Dopo una corsa nelle prime posizioni, non riesce comunque a vincere.
Il 2 luglio 2005 Zodiach viene assegnato alla Contrada della Lupa ed affidato ad Alberto Ricceri detto Salasso. Non riesce a rimanere nelle prime posizioni ed il fantino cade al secondo giro.
Anche il 16 agosto il cavallo viene montato da Alberto Ricceri per la Contrada Imperiale della Giraffa, rimanendo però sempre nelle ultime posizioni.
Torna in Piazza del Campo anche il 2 luglio 2006 con Luigi Bruschelli detto Trecciolino e la Contrada Sovrana dell'Istrice, senza riuscire a lottare per la vittoria.
Per l'ultima volta Zodiach corre a Siena il 16 agosto 2006 nella Nobile Contrada del Nicchio con Luca Minisini detto Dè, senza arrivare nelle prime posizioni. Dopo questo palio, Zodiach è stato ritirato dalla carriera agonistica, per via della sua età, già abbastanza avanzata per un cavallo da corsa.
È attualmente l'unico cavallo, insieme a Porto Alabe, ad aver corso almeno 10 Palii nel XXI secolo.

## Presenze al Palio di Siena
Le vittorie sono evidenziate ed indicate in neretto.
| Palio          | Contrada | Fantino                                |
| -------------- | -------- | -------------------------------------- |
| 16 agosto 2001 | Drago    | Luca Minisini detto Dè                 |
| 16 agosto 2002 | Leocorno | Valter Pusceddu detto Bighino          |
| 2 luglio 2003  | Selva    | Antonio Villella detto Sgaibarre       |
| 16 agosto 2003 | Civetta  | Giuseppe Zedde detto Gingillo          |
| 2 luglio 2004  | Pantera  | Antonio Villella detto Sgaibarre       |
| 16 agosto 2004 | Selva    | Antonio Villella detto Sgaibarre       |
| 2 luglio 2005  | Lupa     | Alberto Ricceri detto Salasso (scosso) |
| 16 agosto 2005 | Giraffa  | Alberto Ricceri detto Salasso          |
| 2 luglio 2006  | Istrice  | Luigi Bruschelli detto Trecciolino     |
| 16 agosto 2006 | Nicchio  | Luca Minisini detto Dè                 |